# Звейниекциемс (платформа)
Зве́йниекциемс (латыш. Zvejniekciems) — железнодорожный остановочный пункт на линии Земитаны — Скулте, на территории Лимбажского края. В Звейниекциемсе останавливаются все электропоезда, следующие маршрутом Рига — Скулте. Расстояние от станции Рига-Пассажирская — 53 км, от Земитаны — 49 км, от Скулте — 3 км. Открыт 1 октября 1934 года. Рядом с остановочным пунктом находится железнодорожный переезд улицы Пагаста, относящейся к дачному посёлку Межвинс. Примерно в 2 км от платформы расположен посёлок Звейниекциемс Саулкрастского края. Остановочный пункт не имеет билетной кассы.
С 1971 года Звейниекциемс был конечной остановкой электропоездов, для оборота которых был оборудован тупик (ныне демонтирован). Таким образом Звейниекциемс был путевым постом, под управлением станции Саулкрасты. В 1991 году контактная подвеска была установлена до станции Скулте, и Звейниекциемс стал остановочным пунктом.